# カネコアツシ
カネコ アツシ（本名：兼子 篤、1966年12月26日 - ）は、日本の漫画家、イラストレーター、デザイナー。山形県酒田市出身。専修大学経済学部経済学科卒業。

## 来歴
1988年、『ハイユユクク』を執筆するが落選。次作『Ratty gets new way』が『ビッグコミックスピリッツ』新人賞で佳作入選。
1990年、アフタヌーン四季賞冬準入選。筆ペンを使った独特のタッチで、漫画を中心としてCDジャケットのデザイン、イラストの仕事など幅広く活躍。
著作『B.Q.』のうちの一作が映像化された他、『BAMBi』の映画化も発表されている。また2005年には、初めて映画監督を務めた『蟲』を含むオムニバス映画『乱歩地獄』が上映された。
好きな映画監督はスタンリー・キューブリックで、特に好きな映画は『時計じかけのオレンジ』。身体の数箇所に、自身でデザインした刺青をしている。

## 作品リスト

### 漫画作品
- ロックンロール以外は全部嘘（1992年、ワニブックス）
- R （1998年、祥伝社）
- B.Q. THE MOUSE BOOK（2000年、エンターブレイン）
- B.Q. THE FLY BOOK（2000年、エンターブレイン）
- B.Q. OUTTAKES THE ROACH BOOK（2000年、エンターブレイン）
- BAMBi（1998年 - 2001年、エンターブレイン、全6巻） - 初の長編ストーリー漫画
- BAMBi 零 alternative（2002年、エンターブレイン）
- ATOMIC？（2001年、エンターブレイン） - 短編集
- HUNKY×PUNKY（2004年、エンターブレイン）
- SOIL（2003年 - 2010年、エンターブレイン、全11巻）
- デスコ（2014年 - 2018年､エンターブレイン、全7巻）
- Comic？カネコアツシ Extra Works（2016年、ビームコミックス） - 短編集。 短編集「ATOMIC？」に単行本未収録作品を追加
- 3ツのお願い（2018年、ビームコミックス、原作：狩撫麻礼） - 作画。1995年ヤングチャンピオン（秋田書店）連載。未単行本化作品を狩撫麻礼の一周忌に初単行本化。1994年の短編「CALLING」も収録
- サーチアンドデストロイ（2019年 - 2020年、マイクロマガジン社、原作：手塚治虫、全3巻） - 手塚治虫生誕90周年記念マンガ書籍「テヅコミ」にて連載。手塚治虫の「どろろ」が原案の近未来SF
- EVOL（2020年 - 、KADOKAWA）- 既刊9巻

### その他

#### 映画
- COSMIC RESCUE（2003年、監督：佐藤信介） - 劇中漫画担当
- スペースポリス（2004年、監督：渡辺一志） - ビジュアル・コンセプト・ デザインを担当
- 乱歩地獄（2005年） - 4作品からなるオムニバス映画。「蟲」パートの監督、脚本

#### テレビドラマ
- BS-i 開局記念特別番組「地球大爆破」（2000年、BS-i、監督：竹内スグル） - 5作品からなるオムニバスドラマ。「bakuha.com」の原作（B.Q. THE MOUSE BOOK収録『百鬼夜行〜トミヤマ君の無意識〜』）
- SOIL（2010年、WOWOW） - 原作

#### ロゴデザイン
- aikoのコンサートツアー"Love Like Pop"[いつ?] のイメージイラストとロゴを製作

#### CDジャケット
- Rosalie Goesのアルバム『カプセルNo9』（1998年） - イラスト描きおろし
- ニューロティカのアルバム『GONG! GONG! ROCK'N ROLL SHOW!!』（2007年11月21日） - イラスト描きおろし
- Tamaのミニアルバム『!LOUD!』（2008年1月23日）、『!SHOUT!』（2008年5月21日） - イラスト描きおろし
- unkieのアルバム『DEVIL'S RIDE』（2011年9月18日） - イラスト描きおろし

## メディア出演

### テレビ
- 漫道コバヤシ #114（2025年5月28日、フジテレビONE）[1]